# 杓狀軟骨肌突
杓狀軟骨肌突（muscular process of arytenoid cartilage）為杓狀軟骨基部的橫向角部，且呈現短、圓形，及突出的結構；它向後以及向外突出，稱為肌突 (muscular process)；肌突伸入到後環杓肌的後方，及側環杓肌的前方。